# Pua Magasiva
Pua Magasiva (Apia, Szamoa, 1980. augusztus 10. – Wellington, 2019. május 11.) szamoai születésű új-zélandi színész.

## Filmjei
- Shortland Street (1994–2018, tv-sorozat, 451 epizódban)
- Haka and Siva (2001, tv-film)
- Meztelen mennyország (The Other Side of Heaven) (2001)
- Power Rangers Ninja Storm (2003, tv-sorozat, 38 epizódban)
- Power Rangers DinoThunder (2004, tv-sorozat, két epizódban)
- Sione's Wedding (2006)
- A sötétség 30 napja (30 Days of Night) (2007)
- Diplomatic Immunity (2009, tv-sorozat, egy epizódban)
- Outrageous Fortune (2009, tv-sorozat, négy epizódban)
- Matariki (2010)
- Pánik a szigeten (Panic at Rock Island) (2011, tv-film)
- East West 101 (2011, tv-sorozat, egy epizódban)
- Sione's 2: Unfinished Business (2012)
- Auckland Daze (2012, tv-sorozat, egy epizódban)